# Stryphnodendron flammatum
Stryphnodendron flammatum är en ärtväxtart som beskrevs av Anthonia Kleinhoonte. Stryphnodendron flammatum ingår i släktet Stryphnodendron och familjen ärtväxter. Inga underarter finns listade i Catalogue of Life.